# Mirhan Hussein
Mirhan Hussein (ALA-LC: Mayrhan Husayn (en árabe: ميرهان حسين‎, El Cairo, 28 de octubre de 1982) es una cantante y actriz egipcia. Aborigen de El Cairo. Participó en la película "Omar y Selmi, la cuarta pirámide" (الهرم الرابع كما عملتبش). También trabajó extensamente en dramas televisivos, y sus series: Duran Shubra, Khorram Ibra, Adam y Jamila.

## Biografía
Ganó popularidad a través de la versión para el Mundo Árabe del reality talent show Star Academy durante la 5ª estación, representando a Egipto en 2008. 
Antes de su performance en Star Academy, Mirhan estudió viajes y turismo; y, luego trabajó en una agencia de publicidad. Le encanta dibujar y cantar.
Con talento integral, habiendo demostrado su capacidad para cantar, bailar, actuar y presentar programas. Esta diversidad y talento, parte de su carácter carismático, su perseverancia, y su certidumbre en sus habilidades. Aunque no ha estudiado canto ni actuación en ningún instituto educativo (es graduada de turismo) ha podido demostrar su talento en aquel popular programa y superar a algunos de sus colegas en la Academia, y que han estudiado o practicado música, antes de sus participaciones en Star Academy. Además, a pesar de que el programa se basa en la competencia entre candidatos, ella fue amable, servicial y de apoyo para sus colegas. Mirhan tiene una personalidad animada. Su camino después de la Academia demuestra que está decidida a seguir su carrera de manera racional.
En 2016, Mirhan fue arrestada, por conducir alcoholziada, aunque es abstemia; y, fue liberada poco después.

## Carrera
Debido a su éxito en Star Academy 5, Mirhan y otros seis candidatos fueron elegidos para formar parte del Star Academy Tour.

### Cinematografía
| السنة Año | أسم الفيلم Nombre de la película | الدور Rol   | Sinopsis |
| --------- | -------------------------------- | ----------- | --- |
| 2009      | عمر وسلمي 2 Omar y Salami 2      | كارما Karma | Habla de los problemas maritales que se producen, en hombres y mujeres después del matrimonio. |
| 2015      | الخلبوص Paños                    | لولا        | En el marco de comedia romántica, aborda problemas sociales en un contexto de comedia cómica. Trata de un joven que trabaja en fotografía, pero su mayor problema es que tiene múltiples relaciones con mujeres y se involucra en muchos problemas con cuatro chicas en su búsqueda de la chica ideal de los sueños que puede ser su compañera. |
| 2016      | عسل أبيض Miel Blanca             |             | La película gira en torno a una comedia en la que una pandilla secuestra a un niño pequeño en una familia adinerada. Muchas paradojas cómicas ocurren durante el intento de devolver al niño a su familia. |
| 2016      | الهرم الرابع La Cuarta Pirámide  | رانيا Rania | La película gira en torno al mundo de la piratería cibernética y sus misterios, con sus diferentes operaciones, ya sea en redes sociales o foros técnicos, etc., a través de Youssef (Ahmed Hatem), un hábil estudiante de ingeniería que lleva a cabo operaciones de piratería que llaman la atención.                                         |